# Институт экспериментальной минералогии РАН
Учреждение Российской академии наук Институт экспериментальной минералогии РАН (ИЭМ РАН) был образован в 1969 году. Входит в состав научного центра РАН В Черноголовке. 28 декабря 2017 года институту было присвоено имя академика Дмитрия Сергеевича Коржинского.

## Научные направления
Основными направлениями научной деятельности института являются:
- физико-химические исследования состава и структуры глубинных зон Земли с целью создания основ геодинамических и новых методов синтеза алмаза;
- радиоэкологические исследования (создание новых матриц и моделей захоронения высокоактивных отходов);
- физико-химические проблемы гидротермальных процессов, магнетизма и связанного с ним рудообразования;
- синтез и модифицирование минералов и горных пород.

## Директора
- Коржинский, Дмитрий Сергеевич — академик АН СССР, директор института в 1969—1978 годах.
- Жариков, Вилен Андреевич — академик АН СССР, директор института в 1979—2002 годах.
- Шаповалов, Юрий Борисович — директор института с 2002 года.
- Сафонов Олег Геннадьевич — директор института с 2018 года.